# Sulawesimalkoha
Sulawesimalkoha (Rhamphococcyx calyorhynchus) är en fågel i familjen gökar inom ordningen gökfåglar.

## Utseende och läte
Sulawesimalkohan är en stor och tjocknäbbad malkoha. Rostfärgade övre kroppshalvan och mörka nedre ger den intrycket av att ha blivit doppad i svart färg. Tillsammans med den långa stjärten och den tjocka röda och gula näbben ger det fågeln ett omisskännligt utseende. Lätet är mycket distinkt, en serie vassa raspiga toner som först stiger och sedan faller i tonhöjd, mot slutet accelererande och uttonande.

## Utbredning och systematik
Sulawesimalkoha delas in i tre underarter:
- Rhamphococcyx calyorhynchus calyorhynchus – förekommer på Sulawesi och i Togianöarna
- Rhamphococcyx calyorhynchus meridionalis – förekommer på centrala och södra Sulawesi
- Rhamphococcyx calyorhynchus rufiloris – förekommer på Butung (utanför Sulawesi)

## Levnadssätt
Sulawesimalkohan förekommer i skogsmiljöer från lågland till bergstrakter. Den följer gärna makaker för att fånga insekter som de skrämmer upp.

## Status och hot
Arten har ett stort utbredningsområde, men tros minska i antal, dock inte tillräckligt kraftigt för att den ska betraktas som hotad. Internationella naturvårdsunionen IUCN listar arten som livskraftig (LC).